# Ловци на бегунце
Ловци на бегунце (енгл. U.S. Marshals) је филм из 1998. Наставак је филма Бегунац из 1993. године. 

## Радња филма
Семјуел Џерард је федерални шериф који је „ударио свог затвореника кундаком у главу док је био у лисицама“. Сада треба да лети авионом са затвореницима да реши овај сукоб. Али авион се сруши и неколико људи погине. Али тело једног затвореника није пронађено у реци где се авион срушио. Џерард га је последњи видео живог.
Овај бегунац је Марк Ворен, заправо Марк Шеридан. Џерард и његов тим су му на трагу, а ФБИ је послао специјалног агента да им помогне.
Сем је сазнао како је ФБИ повезао Марка Ворена са двоструким убиством агената - Марк је оставио отиске прстију на месту злочина. Али када је добио снимак напада, Сем је схватио да га ФБИ вуче за нос. На снимку се јасно види да је починилац био у рукавицама. Није се видело лице.
Радња се затим премешта у Њујорк, где се испоставља да је Марк Ворен заправо Марк Шеридан, радио је за ФБИ, био њихов запослени, обављао прљав посао, али је прешао на страну непријатеља. Међутим, сам Марк започиње сопствену линију истраге и постаје јасно да му је намештено.
Као резултат тога, Сем сумња на издајника, који током филма успева да убије једног од његових помоћника и припише ово убиство Шеридану.

## Улоге
| Глумац             | Улога                                 |
| ------------------ | ------------------------------------- |
| Томи Ли Џоунс      | Главни заменик шерифа Самјуел Џерард  |
| Весли Снајпс       | Марк Шеридан                          |
| Роберт Дауни млађи | Специјални агент Џон Ројс             |
| Џо Пантолијано     | Заменик шерифа Козмо Ренфро           |
| Данијел Роубак     | Заменик шерифа Роберт Бигс            |
| Том Вуд            | Заменик шерифа Ноа Њуман              |
| Латанја Ричардсон  | Заменик шерифа Савана Купер           |
| Ирен Жакоб         | Мари Бино                             |
| Кејт Нелиган       | Кетрин Волш                           |
| Патрик Малахајд    | Бертрам Лам                           |
| Рик Снајдер        | Специјални агент Френк Бароуз         |
| Мајкл Пол Чен      | Џијан Чен, аташе за културу УН у Кини |
| Џони Ли Давенпорт  | заменик шерифа Хенри                  |
| Доналд Ли          | детектив Ким                          |
| Марк Ван           | заменик Џексон                        |

## Зарада
Филм је у САД зарадио 57.167.405 $.
- Зарада у иностранству - 45.200.000 $
- Зарада у свету - 102.367.405 $